# Ernst Lindelöf

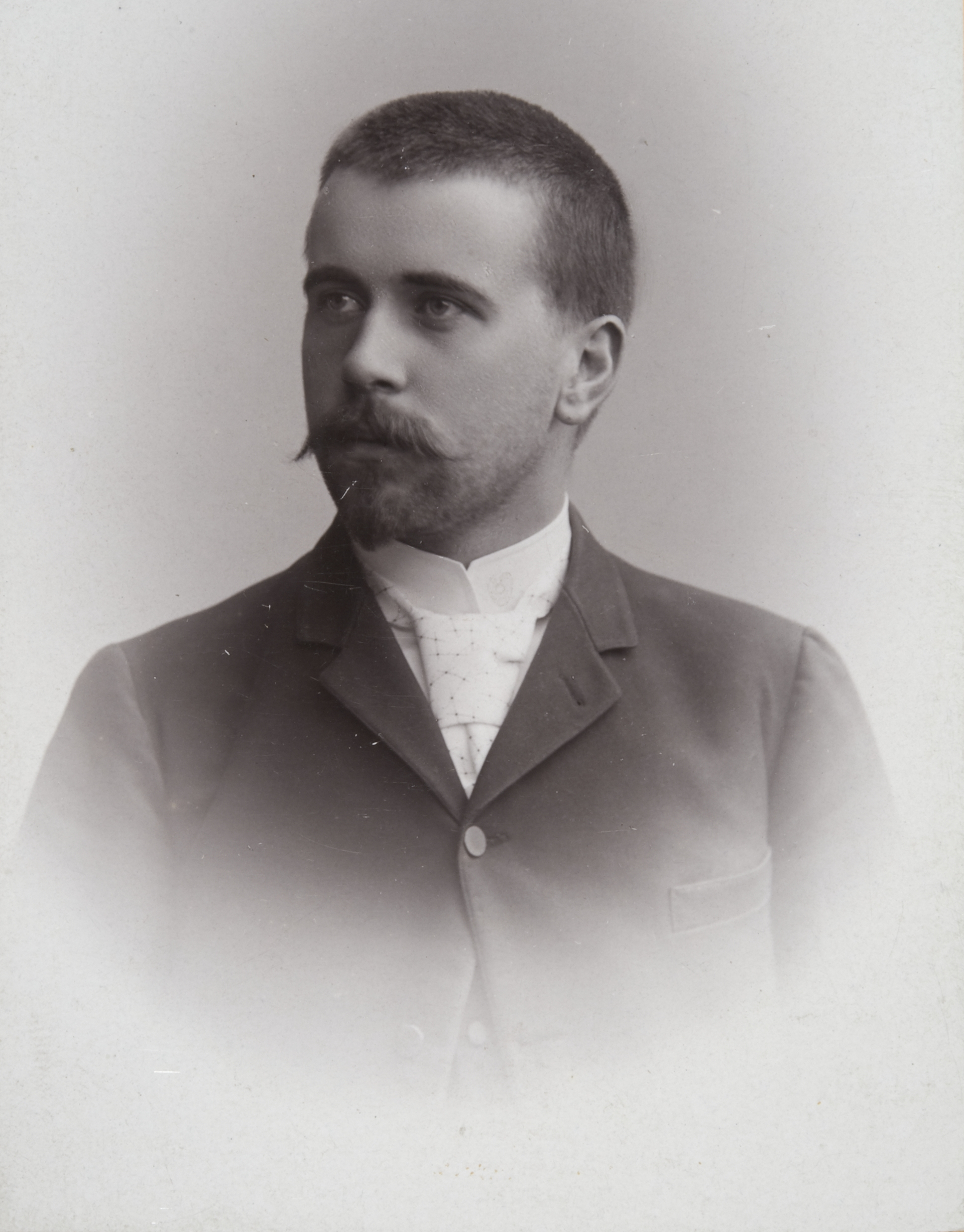
Ernst Lindelöf.

Ernst Leonard Lindelöf (Helsinki, 7 maart 1870 – aldaar, 4 juni 1946) was een Fins wiskundige naar wie onder ander de Lindelöf-ruimte is genoemd.
Lindelöf studeerde aan de Universiteit van Helsinki, waar hij in 1893 zijn doctoraat behaalde. Vervolgens werd hij in 1895 docent en in 1903 professor in de wiskunde aan deze universiteit. Hij was lid van de Finse Academie van Wetenschappen.
Naast zijn werk in diverse deelgebieden van de wiskunde, zoals differentiaalvergelijkingen en de gammafunctie, zette Lindelöf zich actief in voor de studie naar de geschiedenis van de Finse wiskunde.